# Bruce McGregor Davis
Bruce McGregor Davis (Monroe, Louisiana, 5 ottobre 1942) è un criminale statunitense, ex membro della Famiglia Manson, spesso definito il "braccio destro" di Charles Manson.
Altri pseudonimi da lui utilizzati furono Bruce McMillan, George McGregor Davis, Jack Paul McMilliam, e Bruce McGregor.
Sebbene Davis non fu coinvolto negli omicidi Tate-LaBianca dell'agosto 1969, fu condannato all'ergastolo per complicità nell'omicidio di Gary Hinman e successivamente, di Donald "Shorty" Shea, lavorante dello Spahn Movie Ranch, set cinematografico in disuso dove risiedeva la "Manson Family".

## Biografia
Bruce Davis nacque a Monroe, in Louisiana., ma crebbe a Mobile, Alabama. Dopo il college frequentò la University of Tennessee per tre anni prima di abbandonare gli studi. Nel 1962, si mise in viaggio per la California.
Nel 1967, in Oregon conobbe Charles Manson e le sue seguaci Mary Brunner, Lynette Fromme, e Patricia Krenwinkel. Dal novembre 1968 al luglio 1969, Davis visse a Londra mentre lavorava presso la sede principale della Chiesa di Scientology.

### Omicidi della Famiglia Manson
Davis era presente quando nel luglio 1969 Manson mozzò l'orecchio sinistro a Gary Hinman. Poi, andati via Manson e Davis, Hinman venne ucciso a coltellate da Bobby Beausoleil. Alla fine di agosto, Bruce Davis prese attivamente parte all'omicidio di Donald "Shorty" Shea, stuntman e lavorante dello Spahn Ranch, insieme a Clem Grogan. Il 5 novembre 1969, fu inoltre presente quando John Philip Haught alias "Zero", altro membro della Family, presumibilmente si uccise per errore giocando alla roulette russa.
Ad un certo punto dopo questi eventi, Davis fuggì e si nascose, ma alla fine decise di costituirsi alla polizia il 2 dicembre 1970, dopo che Manson glielo aveva ordinato.

### Condanna e detenzione
Nel 1972, Davis fu incriminato per rapina e duplice omicidio di primo grado per le uccisioni di Hinman e Shea. Durante il processo a suo carico, si incise sulla fronte una "X" come aveva fatto Manson, e poi la modificò in una svastica (seguendo sempre l'esempio di Manson). Lo Stato della California aveva recentemente abolito la pena di morte, e quindi fu condannato all'ergastolo. In carcere si convertì al Cristianesimo diventando un fervente cristiano rinato, e successivamente si sposò, divenne padre, e prese un dottorato in filosofia e teologia. Dal 1980 è un detenuto modello e rinnega il proprio passato criminale. Gli è stata rifiutata la libertà vigilata in sette occasioni.